# Liste der Monuments historiques in Allemant (Marne)
Die Liste der Monuments historiques in Allemant führt die Monuments historiques in der französischen Gemeinde Allemant auf.

## Liste der Immobilien
| Bezeichnung    | Beschreibung           | Standort               | Kennzeichnung | Schutzstatus | Datum | Bild           |
| -------------- | ---------------------- | ---------------------- | ------------- | ------------ | ----- | -------------- |
| Kirche St-Remi | ab dem 13. Jahrhundert | Rue de l’Église (Lage) | PA00078563    | Classé       | 1932  | weitere Bilder |

## Liste der Objekte
| Bezeichnung                            | Beschreibung                                                          | Standort                     | Kennzeichnung | Schutzstatus | Datum | Bild |
| -------------------------------------- | --------------------------------------------------------------------- | ---------------------------- | ------------- | ------------ | ----- | ---- |
| Kirchenbänke                           | Holz, 18. Jahrhundert                                                 | in der Kirche St-Remi (Lage) | PM51002727    | Inscrit      | 1978  |      |
| Skulptur Madonna mit Kind              | Stein, farbig gefasst, 15. Jahrhundert                                | in der Kirche St-Remi (Lage) | PM51000003    | Classé       | 1974  |      |
| Hauptaltar                             | Altartisch mit Antependium Lamm Gottes; Holz, bemalt, 18. Jahrhundert | in der Kirche St-Remi (Lage) | PM51002728    | Inscrit      | 1978  |      |
| Chorschranke                           | Holz, 18. Jahrhundert; demontiert                                     | in der Kirche St-Remi (Lage) | PM51002054    | Inscrit      | 1974  |      |
| Skulptur Torso eines Mannes            | Fragment; Stein, 16. Jahrhundert                                      | in der Kirche St-Remi (Lage) | PM51003432    | Inscrit      | 2002  |      |
| Reliquienbüste eines heiligen Bischofs | Holz, farbig gefasst, 18. Jahrhundert                                 | in der Kirche St-Remi (Lage) | PM51002729    | Inscrit      | 1978  |      |